# Arenaria querioides
Arenaria querioides é uma espécie de planta com flor pertencente à família Caryophyllaceae. 
A autoridade científica da espécie é Pourr. ex Willk., tendo sido publicada em Botanische Zeitung (Berlin) 5: 239. 1847.

## Portugal
Trata-se de uma espécie presente no território português, nomeadamente os seguintes táxones infraespecíficos:
- Arenaria querioides subsp. querioides - presente em Portugal Continental. Em termos de naturalidade é endémica da Península Ibérica. Não se encontra protegida por legislação portuguesa ou da Comunidade Europeia.
- Arenaria querioides subsp. fontiqueri - presente em Portugal Continental. Em termos de naturalidade é endémica da região atrás referida. Não se encontra protegida por legislação portuguesa ou da Comunidade Europeia.